# Divisione dell'Upper River
L'Upper River (lett. "Fiume superiore") è una delle divisioni in cui è diviso il Gambia con 239.916 abitanti (censimento 2013). Il capoluogo è Basse Santa Su.

## Geografia antropica

### Suddivisioni amministrative
La divisione è suddivisa in 5 distretti:
- Fulladu East
- Kantora
- Sandu
- Wuli west
- Wuli East